# Melut
Melut définit une communauté de l'État du Haut-Nil au Soudan du Sud, siège du comté de Melut.

## Géographie
La ville est située sur la rive est du Nil Blanc, juste en dessous de l'endroit où la rivière Adar conflue dans le Nil. La région est l'une des plaines larges, plates et basses couvertes de prairies, de savane et d'acacias. Le Nil et ses affluents saisonniers sont les principales sources d'eau potable, de lieux de pêche et d'eau pour le bétail. Le Nil est la principale voie de transport. Les plus grandes communautés du comté sont les  Dinka, les Shilluk, les Burun, les Fur, Nubiens et Nuer. L'activité économique est basée sur l'agro-pastoralisme et à petite échelle, le commerce .
Melut donne son nom au Bassin de Melut . En 1981 l'entreprise Chevron a découvert un  gisement de pétrole dans ce bassin . En octobre 1996, le consortium GPC a foré et rouvert les puits de Chevron et a construit une route  reliant le champ pétrolifère d'Adar à Melut.

## Installations
En 1976, le Gideon Theological College géré comme une école interconfessionnelle, a été fondé par l'Église intérieure du Soudan (SIC) et l'Église soudanaise du Christ (SCOC). En 1988, le Collège est transféré vers le nord à Khartoum en raison de violents combats dans la région de la Seconde guerre civile soudanaise (1983-2005), puis est revenu à Melut en 2007. Le complexe a été utilisé  par l'armée pendant la guerre nécessitant d'importants travaux de reconstruction . En novembre 2007, Medair  déménage son centre de soins de santé primaires à Melut dans un nouveau bâtiment. Auparavant, le centre, seule source de soins de santé de la ville, fonctionnait sous des tentes .

## Sécurité
Le 10 novembre 2010, la composante des Forces armées soudanaises (SAF) des Unités mixtes intégrées a ouvert le feu sur les positions de la composante de l'Armée populaire de libération du Soudan (SPLA) et de la Mission des Nations unies au Soudan (MINUS) à Melut, tuant une adolescente et blessant d'autres membres. Les FAS ont attribué cette violation du cessez-le-feu à des soldats ivres. Pour éviter tout risque d'escalade, la SPLA n'a pas répondu.